# Ядовники-Мокре

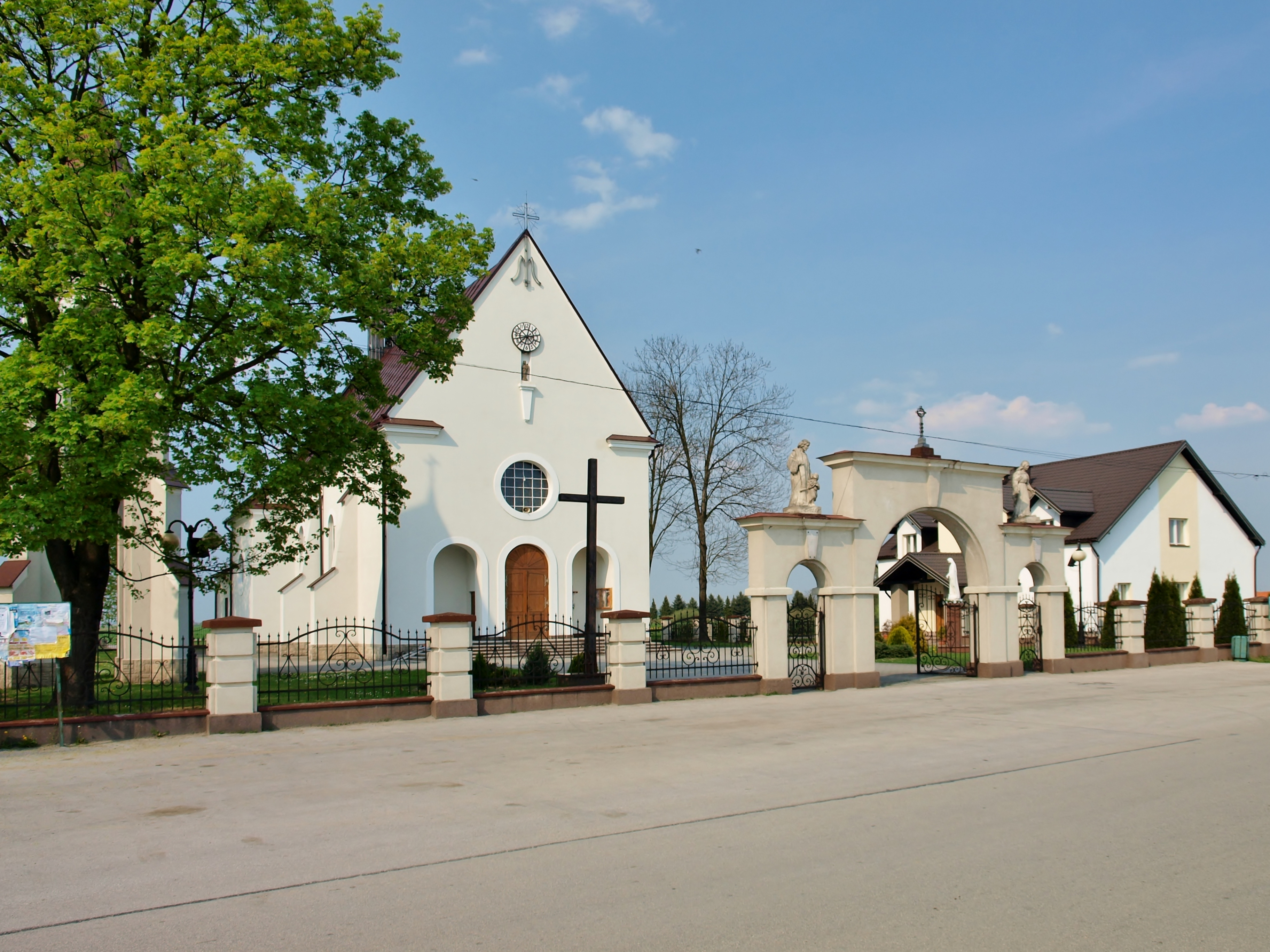
Церковь Непорочного Зачатия Пресвятой Девы Марии, Ядовники-Мокре, Малопольское воеводство

Ядовни́ки-Мо́кре (пол. Jadowniki Mokre) — село в Польше, находящееся в гмине Ветшиховице Тарнувского повета Малопольского воеводства.

## География
Село располагается в 20 км от города Тарнув и 60 км от Кракова.

## История
Первые сведения о селе Ядовники-Мокре относятся к 1411 году, когда оно упоминается как собственность Станислава Отхи. В средние века жители села занимались производством яда для стрел. В 1449 году собственником села был Альберт Чапка герба Новина. В 1476 году село перешло в собственность шляхетского рода Пенёнжков из Витковиц герба Елита. В 1855 году село принадлежало Паулине Пенёнжек и Феликсу Конопке.
Первоначально село носило название «Ядовники». С 1518 года оно уже упоминается как «Ядовники-Мокре».
С 1975 по 1998 год село входило в Тарнувское воеводство.

## Достопримечательности
- Церковь Непорочного Зачатия Пресвятой Девы Марии;

## Известные жители и уроженцы
- Ковальчик, Юзеф (род. 1938) — примас Польши.